# حمام بزرگ بسطام
حمام بزرگ بسطام مربوط به دوره ایلخانی است و در بسطام، مجاور مجموعه تاریخی و مدرسه شاهروخیه بسطام واقع شده و این اثر در تاریخ ۲۵ خرداد ۱۳۸۱ با شمارهٔ ثبت ۵۸۴۱ به‌عنوان یکی از آثار ملی ایران به ثبت رسیده است.